# Meringa tetragyna
Meringa tetragyna är en spindelart som beskrevs av Forster 1990. Meringa tetragyna ingår i släktet Meringa och familjen Synotaxidae. Inga underarter finns listade i Catalogue of Life.